# Lu Yuhua
Lu Yuhua (盧鈺樺T, 卢钰桦S, Lú YùhuàP; coreano: 루위후아?; Kaohsiung, 16 ottobre 1997) è una goista taiwanese.

## Biografia
Ha iniziato a giocare a go all'età di 6 anni, nel 2010 e 2011 si è classificata seconda nel campionato nazionale femminile taiwanese. Nel 2012 ha partecipato alla seconda edizione degli World Mind Games, conquistando l'argento nella competizione a squadre e il bronzo in quella individuale.
Diventata professionista nel 2019, nello stesso anno è stata promossa 3 dan, dopo aver vinto la seconda edizione del Mingren femminile, sconfiggendo per 2-0 in finale Dang Xijun.
Nel 2020 è arrivata seconda nella sesta edizione dello Zuiqiang femminile, sconfitta in finale da Yu Lijun.
Nel 2021 ha vinto la 7ª edizione dello Zuiqiang femminile, sconfiggendo in finale Su Shengfang. Ha vinto la quarta edizione del Mingren femminile sconfiggendo in finale Zhang Kaixin.
Nel 2022 ha perso la finale dell'ottava edizione dello Zuiqiang femminile contro Yang Zixuan. L'8 marzo 2022 è stata promossa 4 dan; ha preso subito parte alla 4ª edizione della Senko Cup, in cui è arrivata seconda, sconfitta in finale dalla giapponese Ueno Asami. Ha vinto la quinta edizione del Mingren femminile, sconfiggendo in finale Yang Zixuan.
Nel 2023 ha partecipato alla 5ª edizione della Senko Cup, dove è stata eliminata al primo turno dalla stessa Ueno. Ha poi perso la finale della nona edizione dello Zuiqiang femminile contro Lin Yiting. È arrivata alla finale del Mingren femminile, in cui è andata in svantaggio per 0-1 contro Yang Zixuan; la finale è stata sospesa per permettere la partecipazione di Lu al XIX Giochi asiatici, in cui fa parte della squadra taiwanese nella competizione femminile a squadre. Nel torneo eliminatorio ha ottenuto una vittoria e tre sconfitte, contro la sudcoreana Kim Eun-ji, contro la giapponese Ueno Asami e contro la cinese Wu Yiming: la squadra taiwanese è arrivata quinta, mancando l'accesso alla fase a eliminazione diretta. Tra settembre e novembre ha disputato la finale del Mingren femminile; essendovi arrivata come vincitrice del tabellone delle vincenti, doveva vincere una sola partita senza perderne più di una: ha perso l'incontro di settembre contro Yang Zixuan, sconfiggendola poi a novembre e vincendo il titolo per la terza volta consecutiva, quarta in totale (primato per la competizione).
Nell'agosto 2024 vince la decima edizione del Zuiqiang femminile contro Xie Yimin.

## Palmarès
| Nazionali          | Nazionali         | Nazionali            |
| Tornei             | Vittorie          | Finalista            |
| ------------------ | ----------------- | -------------------- |
| Mingren femminile  | 4 (2019, 2021-23) |                      |
| Zuiqiang femminile | 2 (2021, 2024)    | 3 (2020, 2022, 2023) |
| Totale             | 6                 | 3                    |
| Internazionali     |                   |                      |
| Coppa Senko        |                   | 1 (2022)             |
| Totale             | 0                 | 1                    |
| Totale in carriera | 6                 | 4                    |